# Aeonium haworthii
Aeonium haworthii är en fetbladsväxtart som beskrevs av Salm-dyck, Philip Barker Webb och Berth.. Aeonium haworthii ingår i släktet Aeonium och familjen fetbladsväxter. Inga underarter finns listade i Catalogue of Life.

## Bildgalleri

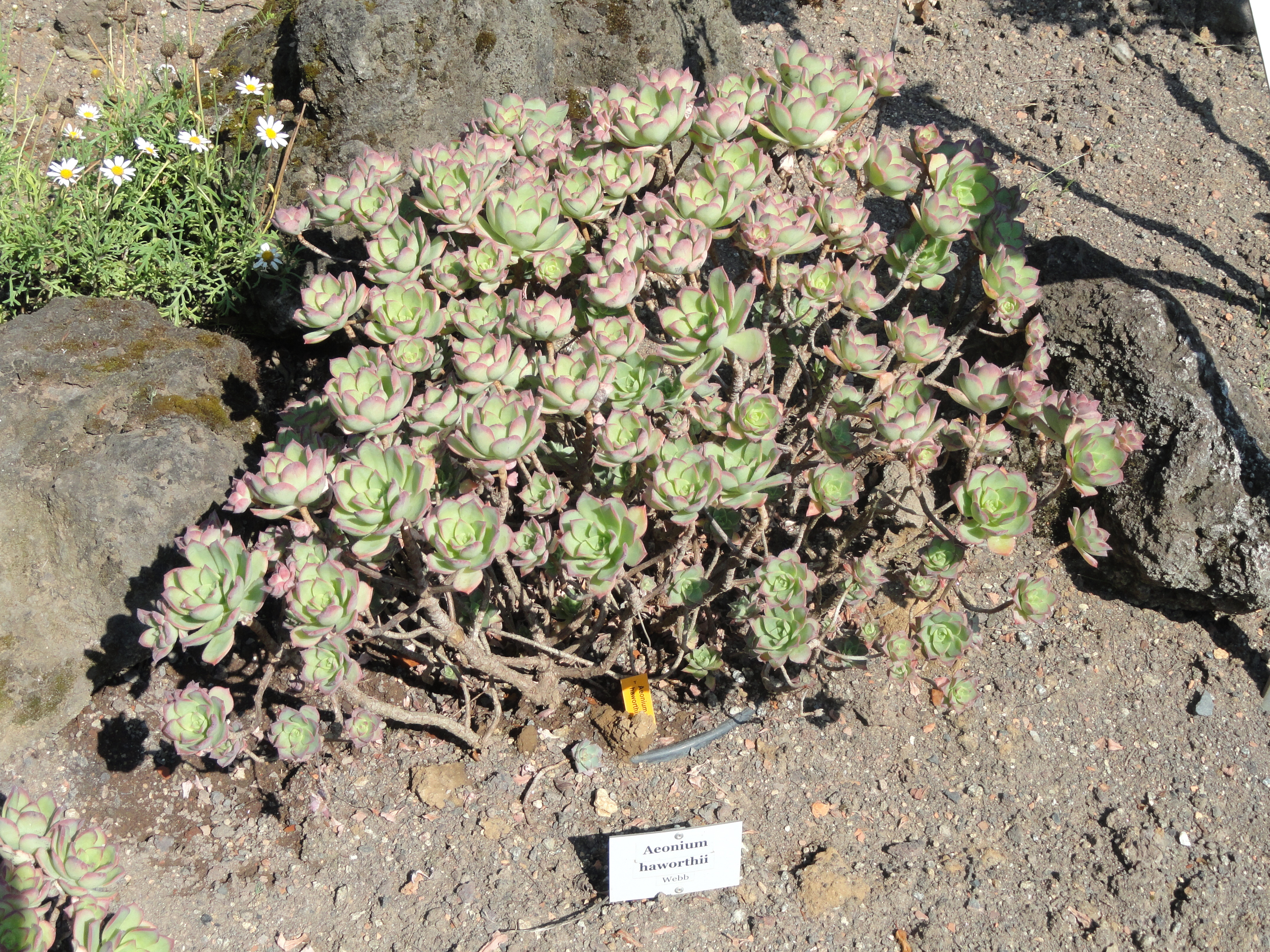
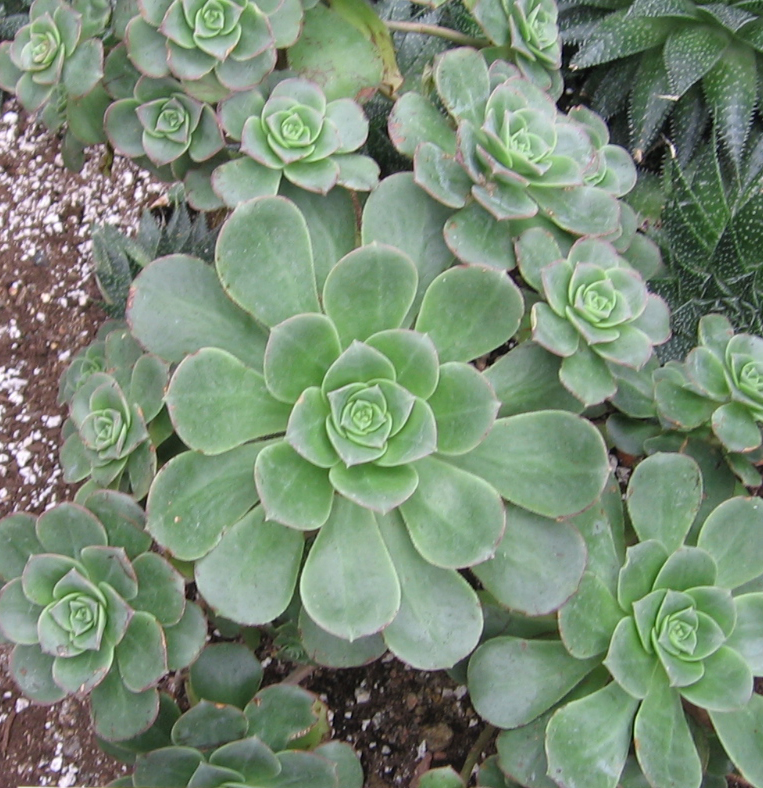
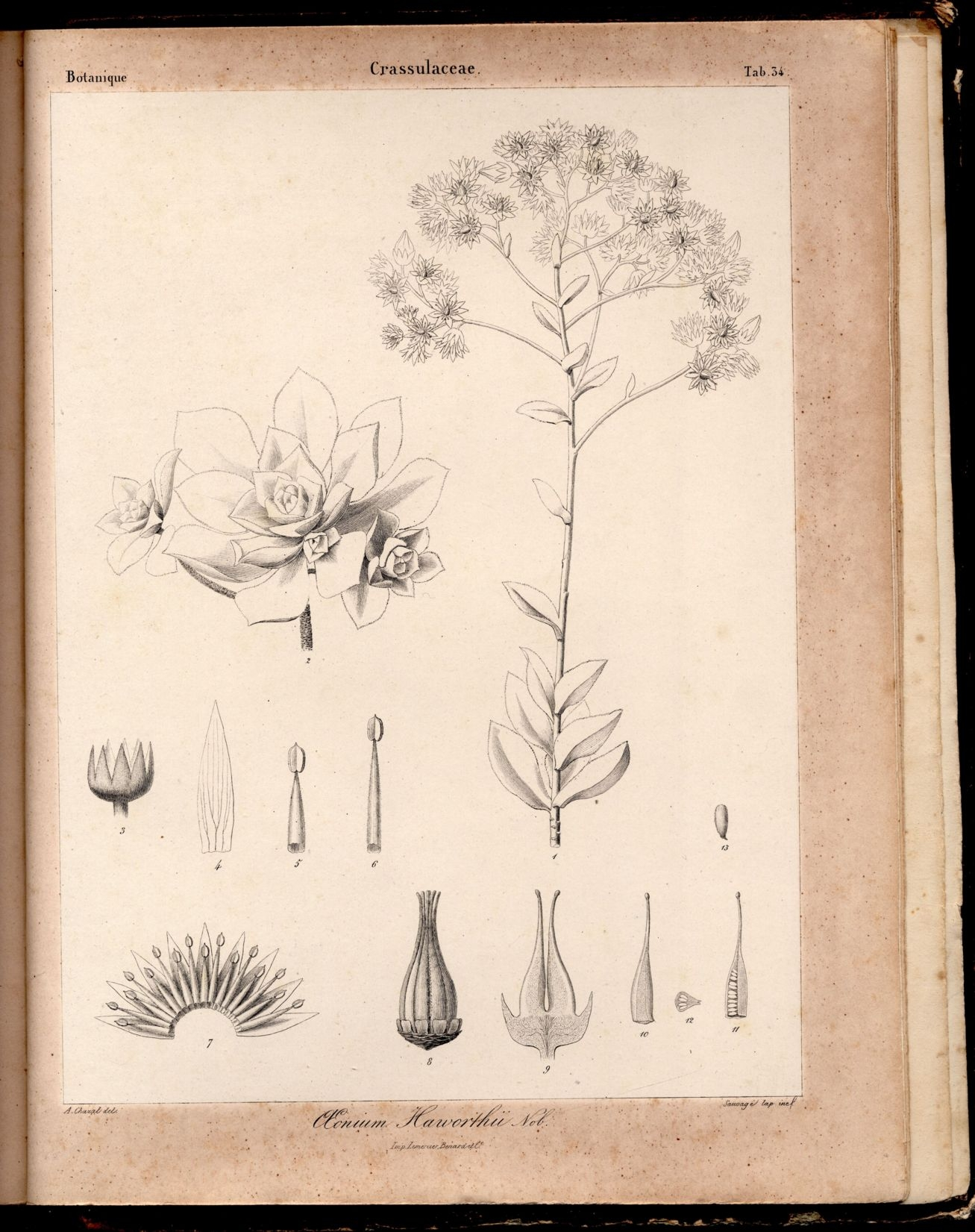
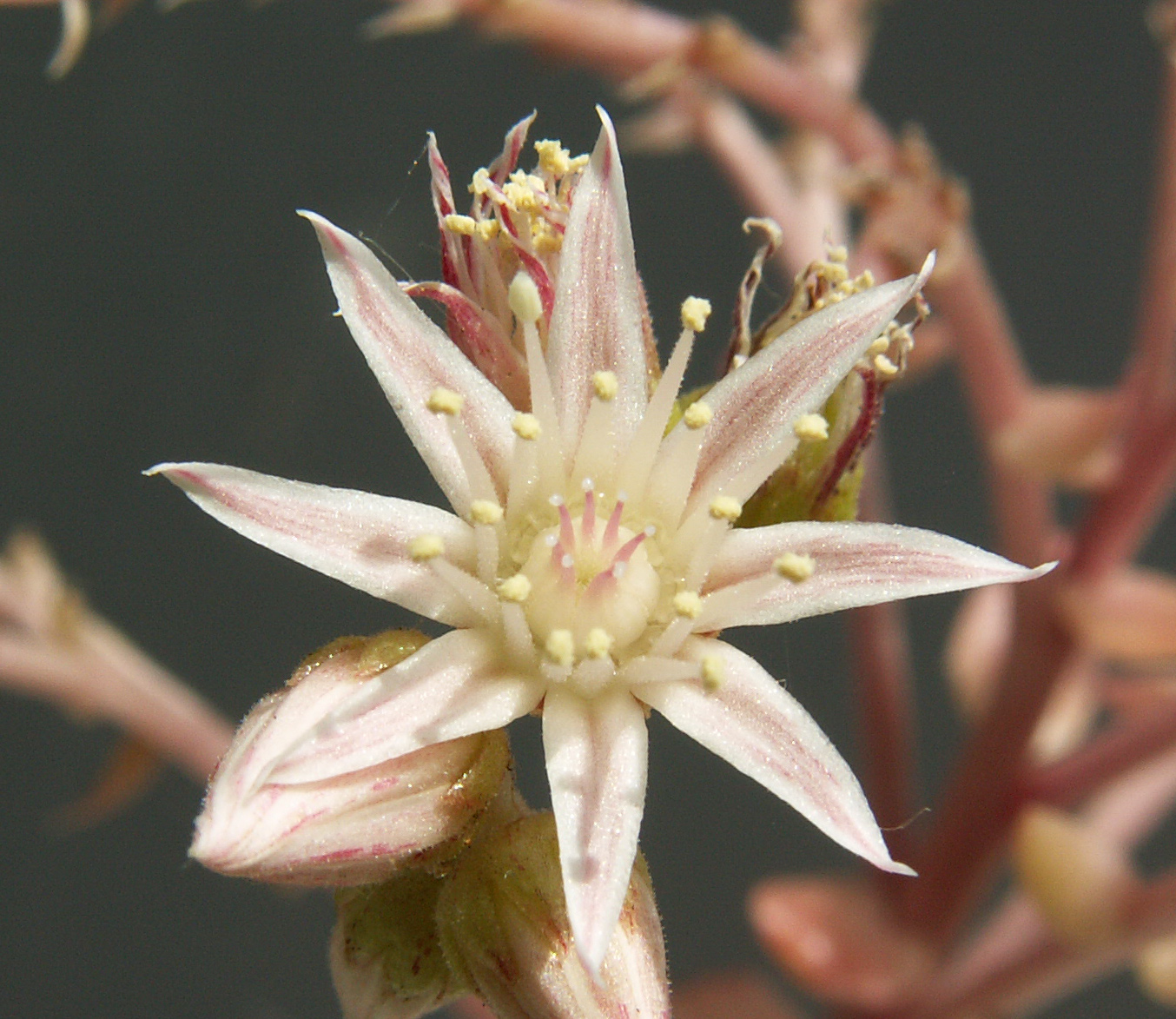
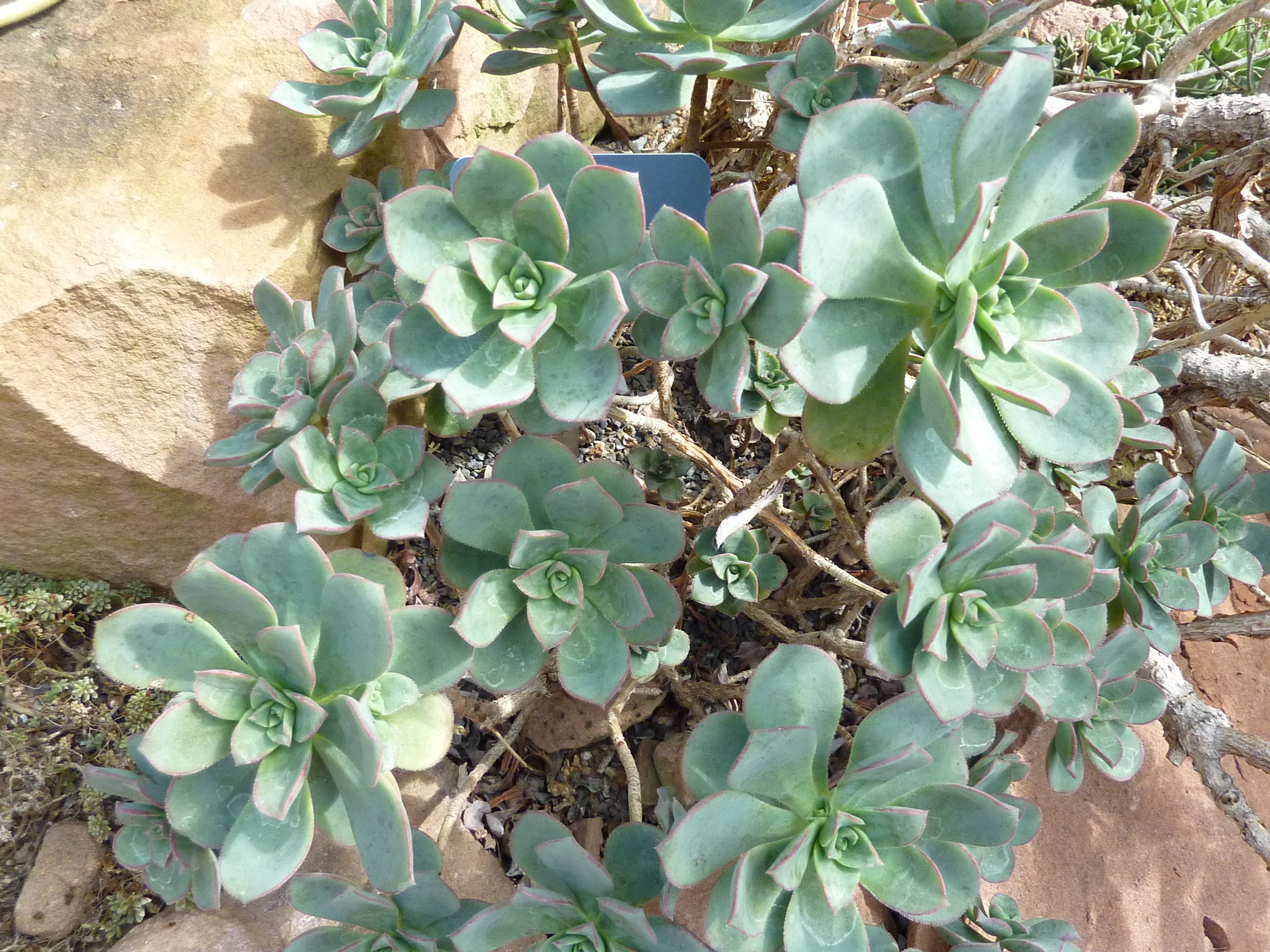
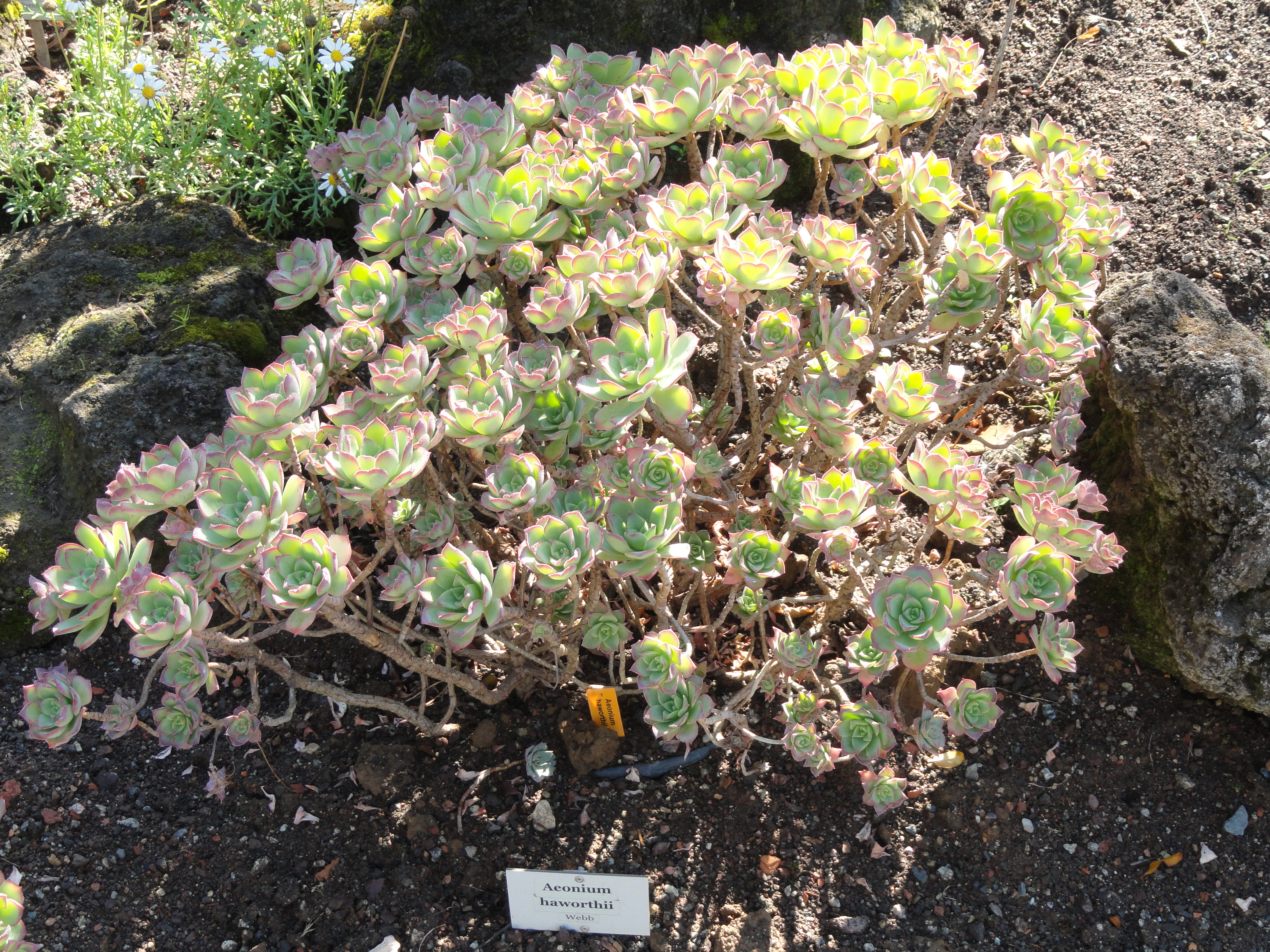